# Alien: The Weyland-Yutani Report
Alien: The Weyland-Yutani Report è una guida tecnica fittizia del 2014 sulla specie nota come Xenomorph XX121 e sulle sue interazioni storiche con l'umanità, scritta da S. D. Perry e pubblicata da Insight Editions. Il libro è stato presentato al New York Comic-Con del 2013. È uscito il 30 ottobre 2014 in Francia e il 14 novembre 2014 in Spagna, ma per la pubblicazione in lingua inglese si è dovuto attendere fino a maggio 2015, anche se solo come Edizione speciale da collezion. La versione inglese non da collezione è stata pubblicata il 26 aprile 2016, as part of Alien Day.

## Edizione da Collezione
Oltre all'edizione standard, il libro è stato anche pubblicato in un'edizione deluxe da collezione, con numerosi elementi aggiuntivi ed una slipcase esclusiva realizzata dal rinomato scultore Patrick Pigott e colorata dall'ex artista della Industrial Light & Magic Don Bies. L'edizione per collezionisti è stata distribuita attraverso Sideshow Collectibles nel maggio 2015, quasi un anno prima della versione inglese standard.
Gli inserti esclusivi e gli oggetti rimovibili confezionati con la "Collector's Edition" includono:
- Un acetato di Ash sulle prime scoperte sul Facehugger
- Una lettera carbonizzata scritta da Janek poco dopo l'atterraggio sull'LV-223
- Rapporto veterinario su Jones, il gatto